# Stellerova morska krava
Stellerova morska krava (Hydrodamalis gigas) je izumrla vrsta sisavaca iz reda morskih krava (Sirenia) i porodica porodice dugonga (Dugongidae). Nekada je bila rasprostranjena širom sjevernog Pacifika, ali se s vremenom održala samo u priobalju nenaseljenih Komandorskih otoka. Europljani su je otkrili 1741., za vrijeme ekspedicije Vitusa Beringa, kada je opisao prirodoslovac Georg Steller. U sljedećih 27 godina je ova je vrsta izlovljena do izumiranja.

## Opis
Stellerova morska krava bila je puno većih dimenzija od svojih preživjelih srodnika, lamantina i dugonga. Duljina joj je iznosila preko 8 metara, i bila je teška do 12 tona. Prema zapisima Stellera, nalikovala je velikom tuljanu, ali je imala razvijene prednje noge i rep poput kita. Njezina je koža bila crna i debela, a glava mala u odnosu na tijelo. Hranila se morskim algama u krdima. Bila je potpuno pitoma, spora i vjerojatno nije mogla roniti.

## Izumiranje
Fosilni nalazi potvrđuju da je stellerova morska krava nekad bila rasprostranjena duž čitavog priobalja sjevernog Pacifika, na jugu do Kalifornije i Japana. S vremenom su je domoroci istrijebili iz tih područja, tako da se održala samo oko Komandorskih otoka, koja su bila nenaseljena. U vrijeme dolaska Beringove ekspedicije 1741. godine, bila je već veoma rijetka. Vjeruje se da je tadašnja populacija imala manje od 1.500 jedinki. Beringova je ekspedicija počela s izlovom 6 mjeseci prije odlaska s otočja, radi mesa i kože. Po Stellerovim zapisima, meso je bilo ukusno, slično goveđem, dok je koža idealna za obuću, pojaseve i pokrivanje čamaca. Nakon povratka ekspedicije u Rusiju, vijest se brzo proširila, tako da je sljedećih godina stiglo mnogo brodova radi lova. Morske krave su nemilosrdno izlovljavane harpunima. Lovci bi uspjeli izvući iz vode svaku petu životinju, dok bi ostale bježale ranjene i umirale, ostavljajući meso neiskorišteno. Često su trgovci krznom dolazili na otoke da bi se snabdijevali mesom morske krave, koje se sporo kvarilo, te je zbog toga bilo idealno za duža putovanja. Istraživač Martin Sauer, zapisao je u svom dnevniku da je posljednja morska krava kod Beringovog otoka ubijena 1768. godine, tako da je vrsta izumrla 27 godina nakon otkrića.